# Fantomialde
Pour l’article ayant un titre homophone, voir Fantomiald.
Fantomialde (Paperinika en version originale italienne), aussi appelée Super Daisy, est une seconde identité du personnage de fiction Daisy Duck dans l'univers des canards de Disney. Elle a été créée en 1973 par le scénariste italien Guido Martina.

## Concept
Comme Fantomiald dont il est le pendant féminin, le personnage est créé par Guido Martina. Son nom, en français comme en italien, est une féminisation du nom de super-héros de Donald (Paperinik/Paperinika, Fantomiald/Fantomialde). Fantomialde se bat avant tout pour l'égalité des sexes.
Alors que Fantomiald était créé dans le but de présenter Donald en « super-héros vainqueur » (au lieu de sa position récurrente de « perdant »), Fantomialde rabaisse Donald par son rôle de femme triomphante. Ce concept n'a pas été très populaire, car les passionnés de Disney en Italie aiment beaucoup Donald, ce qui les avait conduits à créer Fantomiald pour rehausser son image.
Cependant, à partir des années 1980, Fantomialde persévère dans les créations brésiliennes où elle est parfois accompagnée de Super-Dingo (alias super-héroïque de Dingo), Super-Popop (alias super-héroïque de Popop) ou Super-Gilbert (neveu de Dingo). Ce groupe de héros va former une ligue des justiciers du nom de Club dos Herois.

## Histoire
Fantomialde apparaît pour la première fois dans l'histoire Le fil d'Ariane (Paperinika e il filo di Arianna) scénarisée par Guido Martina et dessinée par Giorgio Cavazzano.
Un jour, alors qu'il était dans son coffre, Picsou qualifia indélicatement les femmes d'« êtres inférieurs ». Outrée par une telle preuve de machisme, Daisy se rendit aussitôt au club féministe d'Eulalie Touchatou (Genialina Edy Son en VO), inventrice et styliste talentueuse, ancienne élève de Géo Trouvetou (lui-même inventeur pour Fantomiald). Cette dernière confectionna pour Daisy un super-costume comportant une cape, des lunettes, une ceinture multi-usages, des bottes à roulement à billes, un masque et plusieurs gadgets sous-forme de produits de beauté (miroir laser, poudre paralysante, pilules soporifiques…). Ainsi vêtue, Daisy devint Fantomialde la justicière féministe.
Daisy reprend sa mission de super-héroïne en 2008 dans la saga Les Ultrahéros, qui réunit tous les personnages à double identité de super-héros de Donaldville et Mickeyville de la même manière que le Club dos Herois. Mais cette fois, l'objectif commun est de sauver le monde, et il n'y a pas de conflit sexiste. Fantomialde aborde une nouvelle tenue et le nom de Super-Daisy pour se rapprocher des super-héros des comics américains. Super-Daisy et Fantomiald sont au début chacun jaloux des exploits de l'autre mais ils tombent progressivement amoureux l'un de l'autre. Gag récurrent, ils tentent de refréner cet amour pour ne pas être infidèles respectivement à Donald et à Daisy.
Elle fait son grand retour dans l'histoire Le retour de Fantomialde (Superdaisy Returns) de 2015 de nouveau dessinée par Cavazzano, son créateur graphique. Le scénariste danois Sune Troelstrup joue sur l'absence du personnage en la présentant comme rouillée, avec son costume qui a pris la poussière dans le grenier. Avec l'aide d'Eulalie qui lui confectionne des gadgets plus modernes, elle est retour pour se battre contre le crime. Dans cette histoire, elle arbore un tout nouveau look s'inspirant de celui de Dolly Paprika, riche héritière en quête d'évasion durant les années folles, compagne de Fantomius. En effet, elle reprend sur sa tête les oreilles de chat de Dolly fusionnant avec le nœud habituel de Daisy.

## Principaux ennemis
Fantomialde a pour ennemi toute personne misogyne, ou insultant le sexe féminin. Cependant, la principale ennemie de Fantomialde (qu'elle affronte deux fois en six apparitions) est Eléanor Malle (Sirena Seducty en VO), criminelle séductrice qui, à sa première apparition, séduit Donald pour tenter de voler Picsou.

## Publications
Depuis 1973, Fantomialde est apparue dans plus de 70 histoires recensées dans le site INDUCKS en juin 2021 dont la majorité en Italie et au Brésil. 45 histoires ont été publiées en France.

## Noms dans d'autres langues
- Allemand : Phantomime
- Anglais : Super Daisy
- Breton : Fanpanez
- Danois : Supersine
- Espagnol : Patomasa
- Espéranto : Superansino
- Français : Fantomialde
- Finnois : Naistaikaviitta
- Italien : Paperinika
- Polonais : Superkwoczka
- Portugais : Super Pata (Super Cane)
- Suédois : Super-Kajsa